# Metaconchoecia obtusa
Metaconchoecia obtusa är en kräftdjursart som först beskrevs av Gooday 1981.  Metaconchoecia obtusa ingår i släktet Metaconchoecia och familjen Halocyprididae. Inga underarter finns listade i Catalogue of Life.